# 佐藤栄治
佐藤 栄治（さとう えいじ、1967年11月20日 - ）は、北日本放送の男性アナウンサー。

## 人物
愛知県名古屋市出身。名古屋高等学校卒業。愛知学院大学卒業。
1990年入社。釣りや投網、水泳を趣味とする。
いみず観光大使をつとめる佐藤文香は娘。

## 出演

### テレビ
- KNBニュース
- こんにちは富山県です
- ビバ!クイズ
- KNBニュースプラス1ニュースキャスター
- 朝6のってるワイド

### ラジオ
- KNBモーニングすくらんぶる（水曜日・木曜日）
- とれたてワイド朝生!（木曜日・金曜日）
- 佐藤栄治の日本探訪
- 佐藤総合研究所
- ラジオウォーズ
- パワフルサンデー日曜はラジオじら
- 朝生!土曜版
- ことばの泉
- でるラジ ゴールデン
- KNBニュース